# 何引麗
何引麗（ホー・インリー，1988年8月20日 - ）は、中華人民共和国のマラソン選手。
2018年11月18日、蘇州マラソン女子の部でゴール直前までケニア人選手と並走してトップ争いを繰り広げていたが、沿道からコース上に飛び出してきた人に国旗を手渡そうとされたものの落としたまま走り、そのときの失速もあって2位に終わった。